# (6621) Timchuk
(6621) Timchuk es un asteroide perteneciente al cinturón de asteroides, región del sistema solar que se encuentra entre las órbitas de Marte y Júpiter, descubierto el 2 de noviembre de 1975 por Tamara Mijáilovna Smirnova desde el Observatorio Astrofísico de Crimea (República de Crimea).

## Designación y nombre
Designado provisionalmente como 1975 VN5. Fue nombrado en honor a la neuropatóloga Evdokiya Ivanovna Timchuk (n. 1937), médica de un hospital cerca de Simferópol y buena amiga de la descubridora.

## Características orbitales
Timchuk está situado a una distancia media del Sol de 2,542 ua, pudiendo alejarse hasta 3,161 ua y acercarse hasta 1,922 ua. Su excentricidad es 0,244 y la inclinación orbital 7,123 grados. Emplea 1479,90 días en completar una órbita alrededor del Sol.

## Características físicas
La magnitud absoluta de Timchuk es 13,91. Tiene 12,139 km de diámetro y su albedo se estima en 0,048. 